# Quecto-
Quecto- (símbol q) és un prefix divisor del Sistema Internacional d'Unitats que indica un factor de 1000–10 o 10–30 o 0,000 000 000 000 000 000 000 000 000 001.
Adoptat el 2022, prové d'una combinació del mot llatí decem i del grec δέκα, deca, que signifiquen «deu» pel fet que representar 1000–10. També es tingué en compte que la lletra inicial fos una q, seguint la tendència decreixent de z,y i r; i acabant en «o» perquè és el criteri pels prefixos multiplicadors i adaptant-los a una pronunciació en anglès senzilla.
Per exemple;
1 quectometre = 1 qm = 10–30 metres
1 quectogram = 1 qg = 10–30 grams
1 quectosegon = 1 qs = 10–30 segons